# Orepukia redacta
Orepukia redacta – gatunek pająka z rodziny Cycloctenidae. Występuje endemicznie na Nowej Zelandii.

## Taksonomia
Gatunek ten opisany został po raz pierwszy w 1973 roku przez Raymonda Roberta Forstera i Cecila Louisa Wiltona w czwartej części monografii poświęconej pająkom Nowej Zelandii. Jako miejsce typowe wskazano Hoods Bush koło Malvern Hills w regionie Canterbury.

## Morfologia
Holotypowy samiec ma karapaks długości 3,2 mm i szerokości 2,4 mm oraz opistosomę (odwłok) długości 3 mm i szerokości 2 mm. Allotypowa samica ma karapaks długości 2,6 mm i szerokości 1,9 mm oraz opistosomę długości 2,8 mm i szerokości 2,1 mm. Karapaks jest pomarańczowobrązowy ze słabo zaznaczonymi przepaskami. Ośmioro oczu rozmieszczonych jest w dwóch rzędach, spośród których w widoku grzbietowym przedni jest prosty, a tylny lekko odchylony. W widoku od przodu przedni rząd oczu jest lekko odchylony, natomiast tylny jest odchylony silniej. Rudobrązowe szczękoczułki mają po 2 normalne i 5 drobnych zębów na przednich krawędziach bruzd i po 2 zęby na ich krawędziach tylnych. Odnóża są jasnożółtobrązowe. Kolejność par odnóży od najdłuższej do najkrótszej to: IV, I, II, III. Pazurki górne mają 7 ząbków, zaś pazurki dolne 3 ząbki. Opistosoma jest kremowa z brązowym nakrapianiem. Zaopatrzona jest znacznie szerszy niż długi stożeczek z włoskami rozmieszczonymi w dwóch łatkach.

## Ekologia i występowanie
Gatunek ten jest endemitem Nowej Zelandii, znanym tylko z regionu Canterbury na Wyspie Południowej. Spotykany był w lasach oraz na pobrzeżach rzek i jezior.